# 馬略卡島

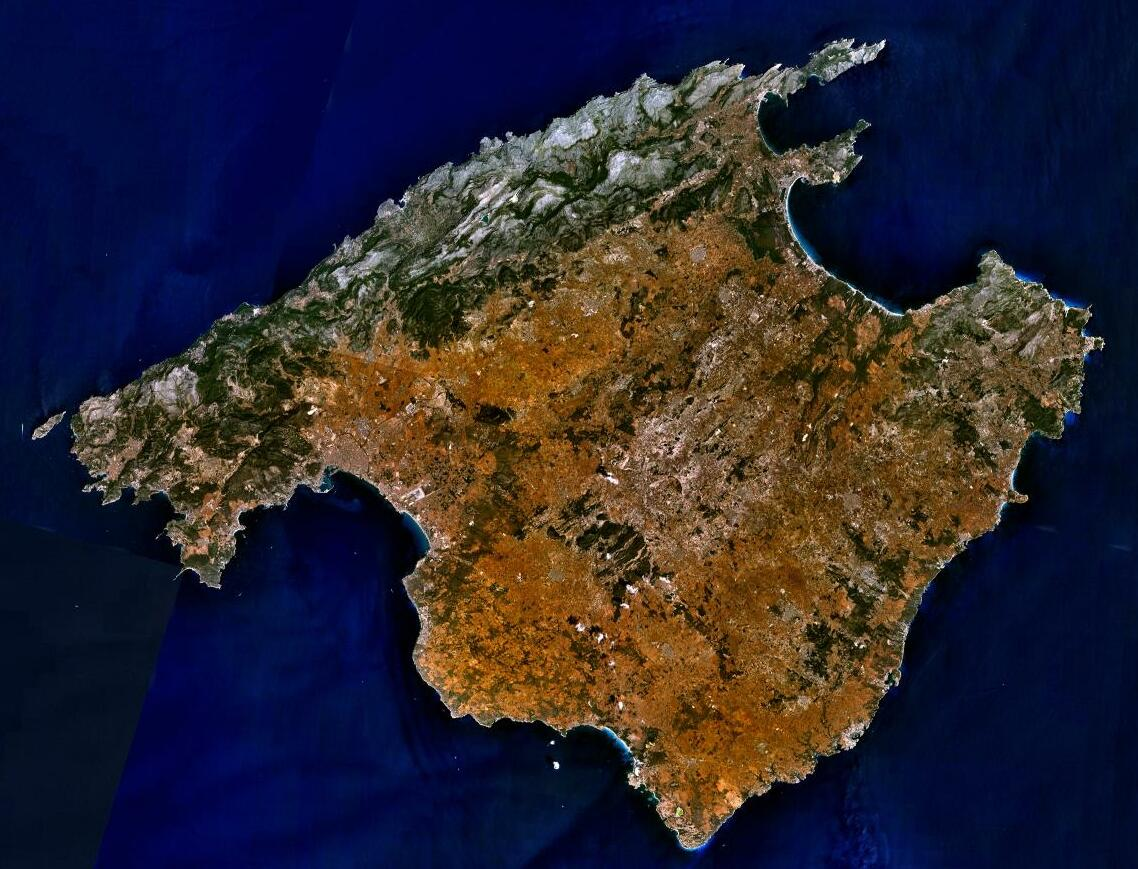
马略卡岛卫星图

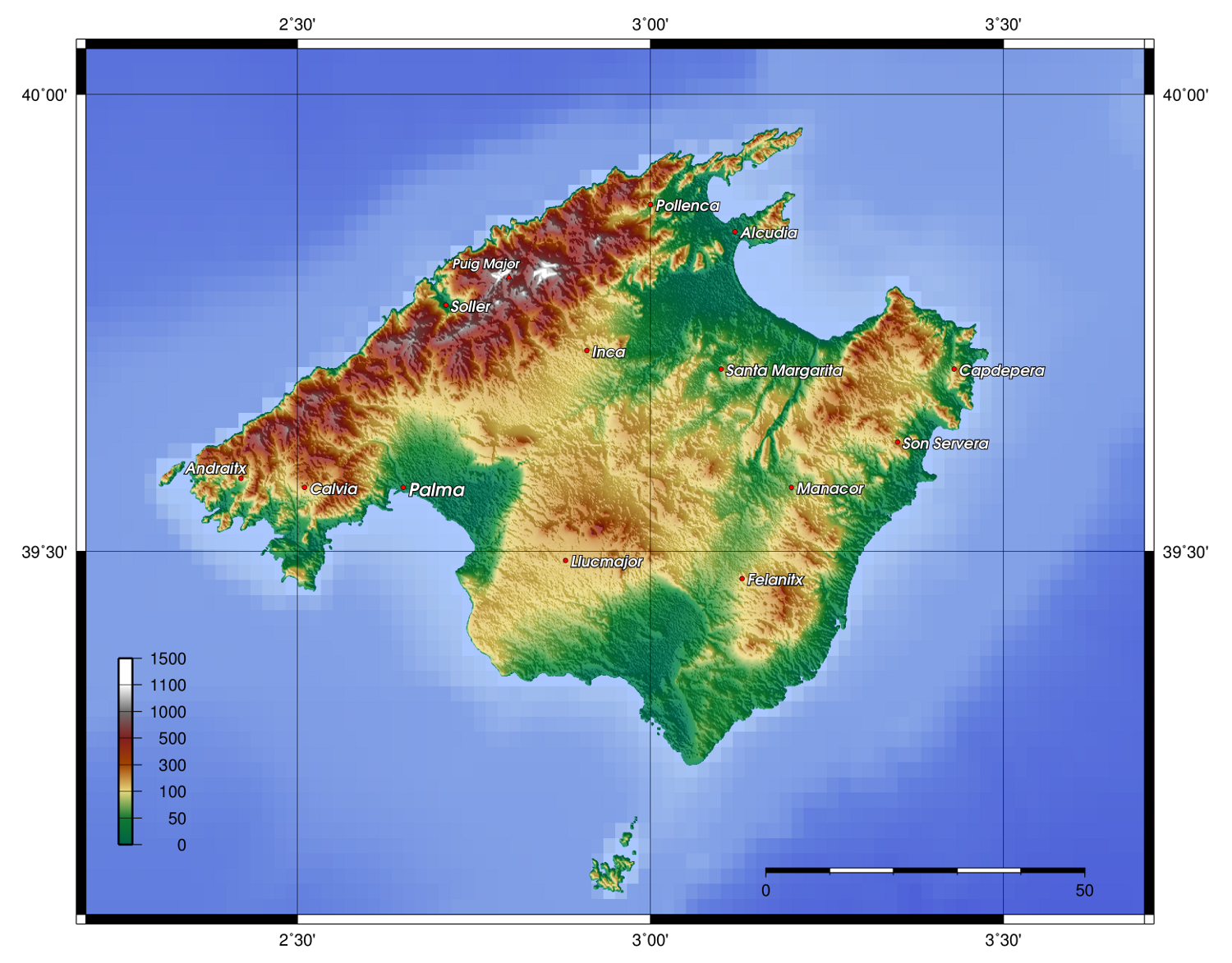
马略卡岛地形图

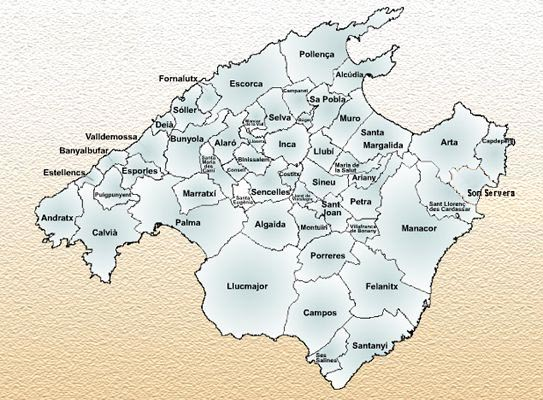
自治市地圖

馬略卡島是西班牙巴利阿里群島的最大島嶼，位於西地中海，是一處旅遊點和觀鳥去處，旅客主要來自英國、德國、愛爾蘭和斯堪的納維亞半島。中世紀以瓷器著名（意大利花飾瓷器），多古羅馬、腓尼基和迦太基遺址。其首府帕爾馬位於島西南方一海灣處，它同時是整個自治區的首府。贯通全岛北部的特拉蒙塔纳山脉地区由于独特的文化景觀被联合国教科文组织于2011年评选为世界文化遗产。 马洛卡与923608个居民（2019）是巴利阿里群岛人口最多的岛屿，也是西班牙人口第二多的岛屿，仅次于加那利群岛的特内里费岛。

## 人口
该岛人口共約92萬，其中42萬人居於首府帕尔马，其次是馬納科爾（28,000）、因卡（21,500）、柳克马约尔（19,000）和（11,000）。此外還有5萬至8萬名旅客暫居。島上居民主要說加泰羅尼亞語和西班牙語，兩者都是官方語言，島上居住了差不多三四千的華人，大部分集中在首府帕爾馬。

## 地理
此島面積為3,640.11平方公里，馬約卡岛南北長75公里，东西100公里，西北部的山脈長70公里、海岸多懸崖且山石崎嶇。全島最高點是馬佐爾峰（1445米），但由於是軍事禁區，所以鄰近的馬薩內利亞峰（1364米）是可到達的最高峰。中部由帕爾馬伸延出來的是肥沃的平原。

## 氣候
馬略卡島屬地中海氣候，夏天陽光充沛而溫暖，冬天清涼而多雨，但北部的山脈則較寒冷，偶爾下雪。一月氣溫8至15度，七月21至29度。冬天平均降雨日數約5天，雨量在50毫米左右。

## 歷史
- 450年汪達爾人占領巴利阿里群島。
- 534年拜占庭人占領馬略卡島。
- 902年被摩爾人征服。

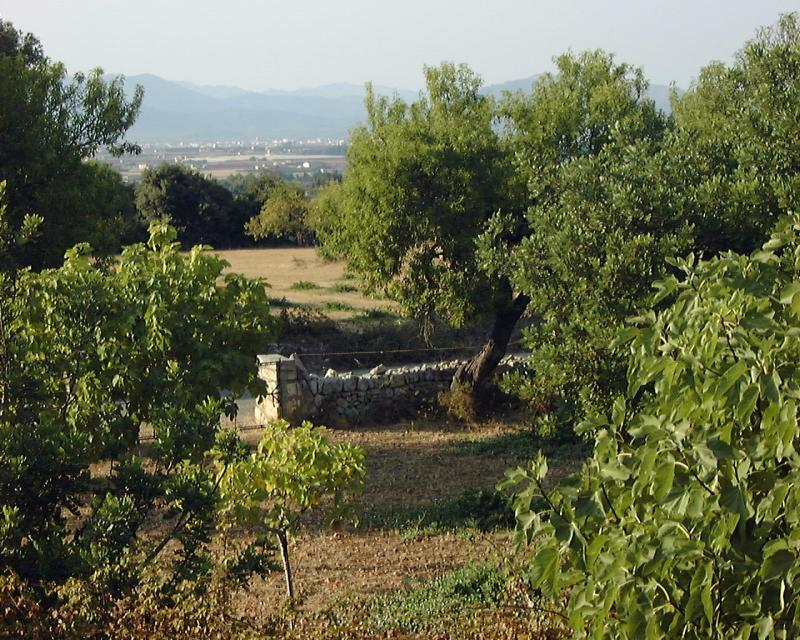
夏天的馬略卡島

- 1229年被亞拉岡国王海梅一世占領，在此之前為阿拉伯或摩爾人管治。
- 1276年馬略卡王國成立。
- 1349年至19世紀成為自治區，馬略卡島直接由內陸管理。
- 19世紀旅遊業興起，波蘭作曲家蕭邦和法國作家喬治·桑曾逗留在法德摩薩。
- 1936年西班牙內戰中，馬略卡島為受支持西班牙國民軍的義大利王國所占據。
- 1950年代開始發展旅遊業，馬略卡島漸漸吸引外國遊客和加泰隆尼亞的工人前往當地旅遊和生活。
- 1960年馬略卡島接收了50萬的遊客，到了1997年遊客達670萬人次。

## 經濟
旅遊業幾乎支撐著馬略卡全島的經濟，亦是最主要的收益來源，占去了近八成的GDP。另有採礦業和漁業，產陶器、白蘭地、珠寶、牲畜和木材等，貨幣單位為歐元。2005年島上有大大小小的餐廳2,400多家。

## 景点
- 贝利韦尔城堡
- 阿尔穆戴纳王宫
- 帕尔马主教座堂
- 阿拉伯浴室 (帕尔马)